# Miel de avispa
La miel de avispa es producida y colectada para consumo humano a partir de algunas pocas especies de avispa, como Brachygastra mellifica o Brachygastra lecheguana y, en menor medida, Polybia occidentalis. En algunas ocasiones resulta una miel tóxica o venenosa por el tipo de flores con el que está elaborada (vgr. Datura). En Guerrero, México, a la avispa melífera se le llama avispa de palo (es negra, pequeña y numerosa), habita en troncos secos y su miel puede ser colectada.
Hunt et al. han documentado que la subfamilia Polistinae se ha usado para producir miel desde hace cientos de años.
A través de la toponimia, sabemos que otras culturas indígenas del continente americano tuvieron conocimiento de la miel de avispa; por ejemplo, las islas de las Lechiguanas, en Argentina, deben su nombre al quechua lláchiwána que significa precisamente avispa que produce miel.

## Avispas melíferas
Brachygastra mellifica o Brachygastra lecheguana (llamada avispa melífera Mexicana o avispa de papel) es una pequeña avispa cartonera (sus panales no están hechos de cera) de distribución neotropical, cuya área de distribución es principalmente México y Centroamérica, pero con presencia en los estados de Texas y Arizona en los Estados Unidos de América. Originalmente Latreille en 1825 la describió como Polystes lecheguana, posteriormente el género pasó a denominarse Brachygastra por Perty en 1817, luego Nectarina por Shuck en 1840, y Nectarinia por Sauss en 1853 según el Catálogo de Insectos Hymenopteros de Frederick Smith publicado en 1856.
Son sinónimos de Brachygastra lecheguana y Brachygastra mellifica:
1. Brachygastra analis Perty, 1833
2. Brachygastra aurulenta Erichson, 1848
3. Brachygastra velutina Spinosa, 1841
4. Nectarinia binotata Saussure, 1853
5. Vespa sericea Fabricius, 1804

Es conocida por ser uno de los pocos insectos diferentes a las abejas capaces de producir miel y almacenarla. Se trata de una avispa oscura con algunas bandas de color amarillo en el abdomen, muy finas, ligeramente brillantes de color oro o marrones con pubescencia en el cuerpo.
Los nidos son construidos como en papel, situados entre las ramas de los árboles y arbustos, y pueden ser de 5 dm de diámetro, con 10 o más capas de células horizontales un panal dentro de una membrana envolvente exterior. Muchas de las celdas vacías en la periferia de los nidos se utilizan para almacenar la miel que producen las avispas mediante la concentración de néctar, de la misma manera que en la familia de la abeja. La miel sirve para alimentar las larvas de la avispa también usan como fuente de alimento a insectos; (los adultos se han observado capturando insectos como presa, que es el típico comportamiento de las avispas cartoneras). Los nidos son fundados por enjambres, similares a los de la abeja melífera, pero éstos contienen múltiples reinas, al igual que los nidos maduros. No puede haber varios miles de obreras en un nido maduro, y las obreras son un tanto agresivas, la picadura es fuerte.
La miel producida por esta avispa cartonera es elaborada a partir del néctar de ciertas plantas como las del género Datura por ejemplo, pudiendo resultar una miel tóxica para los humanos.